# Operacja w Shah Wali Kot
Operacja w Shah Wali Kot – operacja wojskowa przeprowadzona w dniach 10–14 czerwca 2010 przez ISAF z udziałem australijskich wspieranych przez siły rządowe i lotnictwo amerykańskie przeciwko Talibom.
Celem operacji było zwiększenie bezpieczeństwa w dystrykcie. Operacja była preludium planowanej ofensywy pod kryptonimem Omaid (pol. „Nadzieja”) w okręgach Zirai i Panjawai w Kandaharze.

## Operacja
Australijscy komandosi wraz z australijskim lotnictwem SASR podjęli atak 10 czerwca. Szczególnie intensywne walki miały miejsce drugiego dnia. Wówczas rebelianci ostrzelali żołnierzy Australii i Afganistanu. Starcia trwały 13 godzin. Po pięciu dniach gwałtownych walk, talibowie wycofali się z pola bitwy.
Po operacji ISAF stwierdziły, że ponad 100 powstańców zostało pokonanych. Dowódca wojsk australijskich na Bliskim Wschodzie, generał John Cantwell stwierdził, że operacja była poważnym ciosem dla rebeliantów i ich dowódców. Generał powiedział, że poprawiono bezpieczeństwo w prowincji Kandahar, która pozostawała bastionem talibów, ale też w sąsiedniej prowincji Oruzgan. Australijskie wojska skonfiskowały duże ilości broni talibskiej.
Australijski Departament Obrony, stwierdził, iż w operacji zginęło wielu talibów, ale nie był w stanie określić dokładnej liczby. Ranny został jeden australijski i afgański wojskowy. Rebelianci uszkodzili także kilka helikopterów. Podczas operacji nie ucierpieli afgańscy cywile.
21 czerwca podczas dalszych działań 3 australijskich komandosów i amerykański pilot zginęli w katastrofie helikoptera Sikorsky UH-60 Black Hawk. Siedmiu innych Australijczyków i Amerykanin odniosło obrażenia.